# Degerndorf (Lupburg)
Degerndorf ist ein Gemeindeteil des Marktes Lupburg im Landkreis Neumarkt in der Oberpfalz und eine Gemarkung im ADBV-Amtsbezirk Neumarkt i.d.OPf.

## Geografie
Das Kirchdorf liegt im Tal der Schwarzen Laber, die den Ort in West-Ost-Richtung durchfließt. Es befindet sich 24 Kilometer südöstlich der Stadt Neumarkt in der Oberpfalz sowie zwei Kilometer nordwestlich von Lupburg.
Die Gemarkung Degerndorf (095414) hat eine Fläche von etwa 1533 Hektar. Ihre benachbarten Gemarkungen sind Hörmannsdorf, Raitenbuch, Schwarzenthonhausen, See, Lupburg, Parsberg und Rudenshofen.

## Geschichte
Durch Funde aus der Altsteinzeit (600.000–8.000 v. Chr.) ist dokumentiert, dass der Standort des heutigen Dorfes bereits frühzeitig ein Siedlungsplatz war. Der Grund dafür ist wahrscheinlich die geschützte Lage im Talgrund, einen weiteren Standortvorteil dürfte eine natürliche Furt durch die Laber gebildet haben. Für die Regensburger Bischöfe war die Ortschaft der Ausgangspunkt für die von ihnen veranlassten Rodungen, deren Zweck die Binnenkolonisation der nördlich des Ortes gelegenen Gebiete war. In diese Zeit fällt die erste urkundliche Erwähnung von Degerndorf, die um die Jahre 882 bis 885 unter dem Namen „Tegarindorf“ stattfand. Das Bestimmungswort des Ortsnamens geht dabei auf den althochdeutschen Begriff „Tegar“ zurück, der die Bedeutung von „Groß“ hatte. Im Zuge dieser Ersterwähnung hatte ein Adeliger mit dem Namen „nobilis nomine Hauuart“ (Edler Haward) seine im Ort gelegenen Besitztümer übergeben.
Degerndorf lag am südwestlichen Rand des Reichsforstes Machendorf, dessen namensgebender Verwaltungsort die heutige Wüstung Machendorf war. Zu dieser Zeit bildete der Ort auch den Sitz einer Urpfarrei, deren Kirche der seligen Jungfrau Maria geweiht worden war. Die Pfarrei war spätestens zur Wirkungszeit des Regensburger Bischofs Wolfgang von Regensburg (972–994) gegründet worden, doch wahrscheinlich war sie bereits ein Jahrhundert vorher entstanden. Urkundlich gesichert ist jedenfalls, dass Bischof Wolfgang dem von ihm in Regensburg gegründeten Kloster St. Paul (Mittelmünster) das Anrecht auf ein Drittel des von Degerndorf zu entrichtenden Zehnts als Ausstattungsgut übertrug.
Vermutlich bereits während des Mittelalters hatte sich Degerndorf zu einem größeren Wallfahrtsort entwickelt, mit Mariä Himmelfahrt als Patronatstag. An diesem auch als „Großer Frauentag“ bezeichneten 15. August wird der Ort zum Anlaufpunkt zahlreicher Prozessionen, deren Teilnehmer den verschiedenen Orten der Umgebung entstammen. Das Ziel der Pilgerfahrten bildet eine gotische Muttergottesstatue, die seit Jahrhunderten als wundertätig verehrt wird und von der eine in der Kirche angebrachte Votivtafel Zeugnis ablegt. Die Tradition der Wallfahrten hat sich bis in die Gegenwart erhalten und auch die damit verbundene Kräuterweihe wird nach wie vor praktiziert.
im Jahr 1557 wurde die selbstständige Pfarrei Degerndorf der des benachbarten Lupburg zugeordnet und die Degerndorfer Kirche bildet nunmehr eine Filialkirche dieser Pfarrei. Während des Dreißigjährigen Krieges wurde diese Kirche niedergebrannt. Der Wiederaufbau erfolgte erst im Jahr 1737, wobei die Wiederherstellung des Kircheninneren in barockisierender Form erfolgte. Aus dieser Periode stammen aller Wahrscheinlichkeit nach auch die Deckenfresken, als deren Schöpfer der aus dem nahe gelegenen Velburg stammende Maler Johann Georg Hämmerl der Ältere gilt.
Das bayerische Urkataster zeigt Degerndorf in den 1810er Jahren als ein Dorf, dessen Ortskern unmittelbar südlich der Schwarzen Laber liegt. Lediglich fünf Anwesen des aus 18 Herdstellen bestehenden Ortes liegen nördlich des Flusslaufes. Im Jahr 1906 wurden Teile des Dorfes durch einen Brand in Mitleidenschaft gezogen.
Bis in die 1970er Jahre hinein hatte Degerndorf den Verwaltungssitz einer eigenen Gemeinde gebildet. Neben dem namensgebenden Hauptort gehörten dazu die Orte Eggenthal, Gottesberg, Höhendorf, Meierhof, Neuhof, Pöfersdorf, Pöllenhaid, Prünthal, Rackendorf, Rammersdorf, Rudolfshöhe und Wieselbruck. Im Jahr 1970 hatte die Gemeinde Degerndorf 448 Einwohner, wovon 112 auf den Hauptort entfielen. Im Zuge der bayerischen Gebietsreform wurde die Gemeinde aufgelöst und (mit Ausnahme von Rudolfshöhe, das Parsberg zugeordnet wurde) im Jahr 1978 in den Markt Lupburg eingemeindet. Im Jahr 1987 lebten 136 Einwohner in Degerndorf.

## Baudenkmäler
- Liste der Baudenkmäler in Degerndorf